# 科瓦奇·埃迪特
科瓦奇·埃迪特（匈牙利語：Kovács Edit，1954年6月9日—），匈牙利女子击剑运动员。她曾代表匈牙利参加1976年、1980年和1988年夏季奥林匹克运动会击剑比赛，共获得三枚铜牌。